# Eden*
《eden*》，是日本電子遊戲製作公司minori在2009年9月18日發行的一款美少女遊戲。

## 概要
作品是minori的第6部作品，也是在繼取得成功的《ef - a fairy tale of the two.》之後的作品。在本作中，原作和腳本完全由鏡遊負責；而在前作中和鏡遊一起負責原作和腳本的御影則負責監督。在minori多部作品中負責人物設定和原畫的七尾奈留則沒有參與製作，改由、負責。
作品以流水式的敘事為主，帶有比較緊張的戰鬥情節。作品首次採取1024×640的寬屏畫面，以加強遊戲的表現效果，務求使玩家感覺猶如觀賞電影。
遊戲的全年齡對象版本在2009年9月18日發行；此外，追加本作的18禁要素的「eden* PLUS＋MOSAIC」也同時發行。

## 故事情節
在地球遙遠的未來，由於火星附近出現巨大的能量體，使地球發生了各種變異，引發全球性的戰爭和恐怖主義，地球在毀滅性的打擊下離滅亡只剩下100年。
為了趕在100年內離開地球，人類制定「地球脫出計劃」。為了實現這個計劃，建立「地球統一政府」以打壓異己和集中一切可利用資源；另一方面，為了解決人類智慧和肉體的局限性以保證計劃的延續性，又制定「地球脫出計劃」的核心「Felix計劃」——通過基因改造，獲得高智能的長生不老的生命體，即「Felix」。本作的女主角紫苑（一作sion）（シオン）即為其中一名Felix。
第99年，撤出行動完全結束後，原特殊部隊成員榛名亮被派往第703研究所，與紫苑邂逅。而亮的任務就是守護這個為「地球脫出計劃」奉獻一生的少女，以及限制她的自由。後來在地球毀滅的最後時間裡守護她前往死亡的樂園……

## 登場角色
※聲優名順序：遊戲本編 / PLUS+MOSAIC

### 主要登場角色
榛名亮（声：間島淳司/須賀紀哉）
本作的主角。原特殊部隊GAT的隊員。軍階是準尉。少年時被父母拋棄，後因偶然契機加入統一軍。在軍隊中表現十分優秀，立下了許多戰功。
在國際性戰爭即將結束後，特殊部隊被解散，前長官派他到第703研究所擔任紫苑的護衛。
紫苑（或譯：詩音、希翁）（Sion，聲：志村由美/丹下葉子）
以其畢生精力拯救了人類的少女，是一名Felix，是Felix中智慧最高的一員，地球脫出計劃的中心人物。在工作了99年之後，結束工作的她留在了即將毀滅的地球，希望平靜地度過余年。
實際年齡將近100歲，但是外表仍是一名少女。性格高傲，但是也有純真的一面。
艾莉卡（Erica，聲：中島裕美子/山田ゆな）
紫苑的姊姊，也是一名Felix，以前和紫苑一起進行研究，後來退役，以女僕的身份在照顧著妹妹。
稻葉直人（聲：遠近孝一/壬生中将）
第703研究所的護衛部隊隊長。軍階是少佐。他在多年前救了亮並介紹他入軍隊。
淺井·F·拉維尼婭（Asai･F･Lavinia，声：中村繪里子/多々野仁美）
與亮一起被派往第703研究所的護衛部隊隊員。軍階是準尉。為人輕浮，但絕對服從命令。

### 次要登場角色
棗（或譯：夏目）（聲：岡田純子）
與小時候的亮生活一小段短時間的人物。雖然亮稱她「姊姊」，但其實他們沒有血緣關係。棗是從第703研究所逃走的Felix。她負責研發703研究所的地球脫出移民船的軟體部分。雖然聰明才智不如紫苑，但也是Felix中優秀的人才。根據亮的說法，她與艾莉卡長的很像。
塔野真夜（声：後藤麻衣/春川モモ）
在最近很有人氣的自由新聞記者。亮對她的評論是『比我還要還要年輕一兩歲的拉維』。充滿精神的雙馬尾女孩，自己的發言常常會自爆。隱約的可以看出她對自己的胸部大小很有自信。
從某出挖出紫苑在第703研究所的情報後，就很熱情的不停提出採訪要求，但理所當然的被稻葉少佐無視。笨蛋似的發言讓人注目，是一個很熱情的新聞記者。紫苑曾经看過她的採訪影片。真夜主要以地球脫出計畫的開發人員作為採訪對象去取材，曾在幾個二流的雜誌發布新聞（當光提到二流雜誌時，本人也無法否定）。以不成熟但讀起來卻十分的溫柔且有趣的筆法撰寫文章與关于紫苑的報導。紫苑對她的評價：「好的意義上的笨蛋」。

## 製作人員
- 企畫：酒井伸和
- 原作、腳本：鏡遊
- 人物設定、作畫監督：、
- 監督：御影
- 片頭影片
  - 動畫製作：sata、tsukune.、結城辰也
- 製作：minori

## 主題曲
little explorer
作詞：酒井伸和；作、編曲：天門；演唱：原田瞳

## 漫畫
改編自此遊戲的同名漫畫由守姬武士作畫，在遊戲發行前在一迅社旗下的雜誌《Comic REX》2009年8月號至2010年3月號連載。該漫畫的第一本單行本於2010年3月9日發售。

## 外部連結
- eden*官方網站（日本以外地區限制訪問）（日語）
- eden* PLUS＋MOSAIC官方網頁 （页面存档备份，存于）（日本以外地區限制訪問）（日語）
- eden*英文版官方網站（页面存档备份，存于）（英文）
- 《eden*》在視覺小說數據庫的頁面 （英文）